# 8. Tarnowska Nagroda Filmowa
8. Tarnowska Nagroda Filmowa – odbyła się w dniach 9-13 marca 1994 roku.

## Filmy konkursowe
- Dwa księżyce – reż. Andrzej Barański
- Kolejność uczuć – reż. Radosław Piwowarski
- Naprawdę krótki film o miłości, zabijaniu i jeszcze jednym przykazaniu – reż. Rafał Wieczyński
- Pierścionek z orłem w koronie – reż. Andrzej Wajda
- Pożegnanie z Marią – reż. Filip Zylber
- Przypadek Pekosińskiego – reż. Grzegorz Królikiewicz
- Samowolka – reż. Feliks Falk
- Trzy kolory. Niebieski – reż. Krzysztof Kieślowski
- Wszystko, co najważniejsze – reż. Robert Gliński

## Laureaci
- Nagroda Grand Prix – Statuetka Leliwity: 
  - Wszystko, co najważniejsze – reż. Robert Gliński

- Nagroda Jury Młodzieżowego – Statuetka Kamerzysty: 
  - Pożegnanie z Marią – reż. Filip Zylber

- Nagroda publiczności – Statuetka Maszkarona: 
  - Trzy kolory. Niebieski – reż. Krzysztof Kieślowski

- Nagroda specjalna jury młodzieżowego:
  - Tomasz Stańko – za muzykę do filmu Pożegnanie z Marią
  - Adam Siemion – za rolę w filmie Wszystko, co najważniejsze
  - Zbigniew Preisner – za muzykę do filmu Trzy kolory. Niebieski